# Диренийиттербий
Диренийиттербий — бинарное неорганическое соединение
рения и иттербия
с формулой Re2Yb,
кристаллы.

## Получение
- Сплавление стехиометрических количеств чистых веществ в инертной атмосфере:

{\displaystyle {\mathsf {2Re+Yb\ {\xrightarrow {T}}\ Re_{2}Yb}}}

## Физические свойства
Диренийиттербий образует кристаллы
гексагональной сингонии,
пространственная группа P 63/mmc,
параметры ячейки a = 0,5340 нм, c = 0,8685 нм, Z = 4,
структура типа дицинкмагния MgZn2 (фаза Лавеса)
.